# Ljubow Petrowna Orlowa

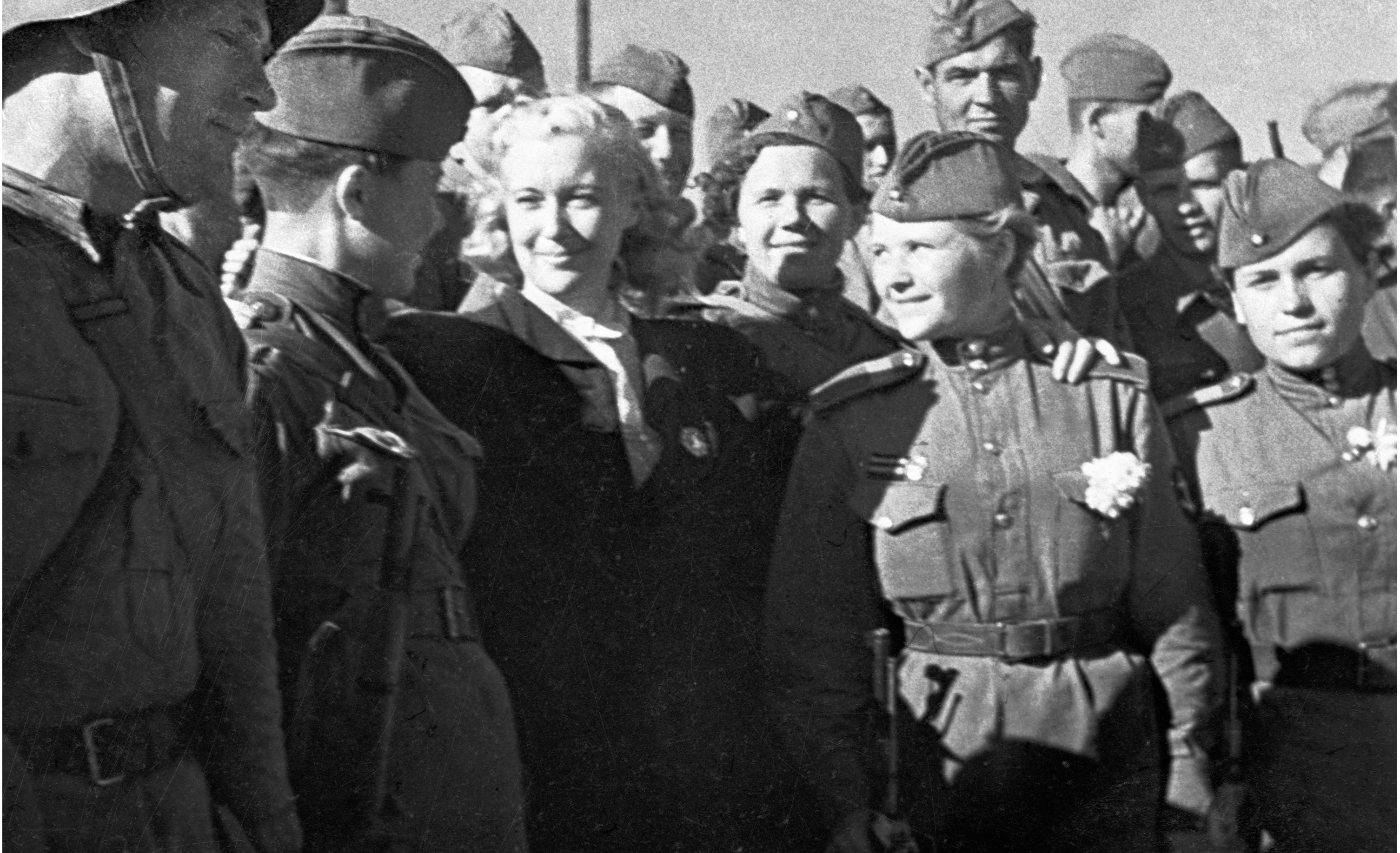
Ljubow Orlowa mit Soldaten, April 1943

Ljubow Petrowna Orlowa (russisch Любовь Петровна Орлова; * 29. Januarjul. / 11. Februar 1902greg. in Swenigorod; † 26. Januar 1975 in Moskau) war der erste Star des sowjetischen Films, Theaterschauspielerin und Sängerin.

## Leben
Ihr Vater Pjotr Orlow diente als Militäringenieur. Wie ihre Mutter Jewgenija Suchotina entstammte er einer alten Adelsfamilie.
Ljubow wuchs in Jaroslawl an der Wolga auf, 280 Kilometer nordöstlich von Moskau. Die Eltern träumten davon, dass ihre Tochter eine Pianistin wird, und schickten Ljubow schon mit sieben Jahren in den Klavierunterricht.
Zu den Freunden der Familie gehörten viele Künstler, darunter der Opernsänger Fjodor Schaljapin. Als Schaljapin wieder einmal im Hause Orlow logierte, spielte Ljubow in einem Kindertheater mit, worauf der Opernsänger gesagt haben soll: „Dieses Mädchen wird eine berühmte Schauspielerin!“
Sie studierte am Moskauer Konservatorium, musste das Studium jedoch abbrechen. In den Jahren 1922 bis 1925 studierte sie an der Moskauer Balletthochschule, einer Abteilung der Moskauer Theaterhochschule. Diese Ausbildung war die Grundlage ihrer Arbeit in den Jahren 1926 bis 1933 am Nemirowitsch-Dantschenko-Musiktheater, einer von Wladimir Nemirowitsch-Dantschenko geleiteten Abteilung des Moskauer Künstlertheaters.
1934 hatte Orlowa ihr Filmdebüt als Gruschenka in Grigori Roschals Dostojewski-Verfilmung Peterburgskaja notsch. Mit dem Film Lustige Burschen (1934) erwarb sie sich Stalins Sympathien und im Jahr darauf die Auszeichnung „Verdienter Künstler der RSFSR“. Danach avancierte sie meist unter der Regie von Grigori Alexandrow mit ihren Rollen in Musikkomödien zum weiblichen Superstar des sowjetischen Films. Die folgenden vier Filme Zirkus (1936), Wolga-Wolga (1938), Der helle Weg (1940) und Frühling (1947) brachten ihr verschiedene Ehrungen und wurden sofort jeweils Klassiker des Sowjet-Films.

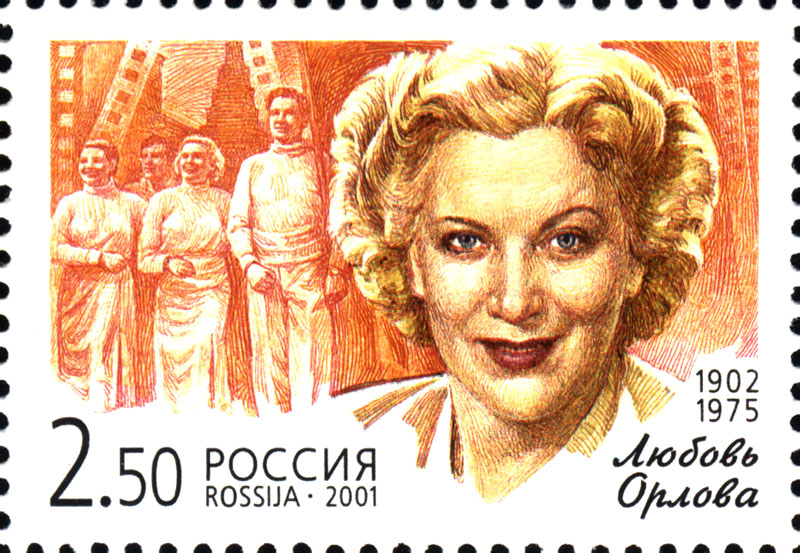
Eine russische Briefmarke mit Ljubow Orlowa

Orlowa erhielt 1939 den Leninpreis. 1941 (für Zirkus und Wolga, Wolga) und 1950 (für Begegnung an der Elbe) erhielt sie jeweils den Stalinpreis. 1947 wurde sie als Volkskünstler der RSFSR ausgezeichnet, 1950 erhielt sie zudem die Ehrung als Volkskünstler der UdSSR. Neben der Medaille „Für die Verteidigung des Kaukasus“ erhielt Orlowa zweimal den Orden des Roten Banners der Arbeit.
Nach zwei Komponistenbiografien – Melodie des Lebens (1950) über Modest Mussorgski und Lied der Heimat (1952) über Michail Glinka – widmete sich Orlowa wieder verstärkt dem Theater und spielte ab 1955 am Mossowjet-Theater.
Orlowa war mit dem Filmregisseur Grigori Alexandrow – dem Autor von Lustige Burschen, Zirkus und Wolga-Wolga – verheiratet. 1984 erschien die von Alexandrow gemeinsam mit Jelena Michailowa über sie gefertigte Filmkompilation Ljubow Orlowa.

## Sonstiges
- Ein am 18. August 1972 von der sowjetischen Astronomin Ljudmyla Schurawlowa auf dem Krim-Observatorium in Nautschnyj entdeckter Asteroid des inneren Asteroidengürtels (3108) Lyubov ist nach ihr benannt.[1]
- Orlowa war Namensgeberin für das 1976 gebaute und seit 2013 vermisste Passagierschiff Lyubovy Orlova.

## Filmografie (Auswahl)
- 1934: Lustige Burschen (Весёлые ребята)
- 1936: Zirkus (Цирк)
- 1938: Wolga, Wolga (Волга-Волга)
- 1939: Der Fehler des Ingenieurs Kotschin (Ошибка инженера Кочина)
- 1940: Der helle Weg (Светлый путь)
- 1941: Das Werk der Artamonows (Дело Артамоновых) basierend auf dem gleichnamigen Roman von Maxim Gorki von 1925.
- 1947: Frühling (Весна)
- 1949: Begegnung an der Elbe (Встреча на Эльбе)
- 1950: Melodie des Lebens (Мусоргский)
- 1952: Lied der Heimat (Композитор Глинка) Rolle: Ljudmilla Iwanowna Glinka